# Otjombinde

Wahlkreiskarte von Otjombinde

Otjombinde ist eine Ansiedlung und Verwaltungssitz des gleichnamigen Wahlkreises in der Region Omaheke im Osten von Namibia unweit der Grenze zu Botswana.
Otjombinde liegt rund 200 km östlich von Otjinene. Weite Teile des Bezirks sind Farmland. Der bedeutendste Ortsteil stellt die Ansiedlung Talismanis an der Straße D3817.
Koordinaten: 21° 51′ S, 20° 45′ O